# Syracuse (satellite)
Pour les articles homonymes, voir Syracuse (homonymie).

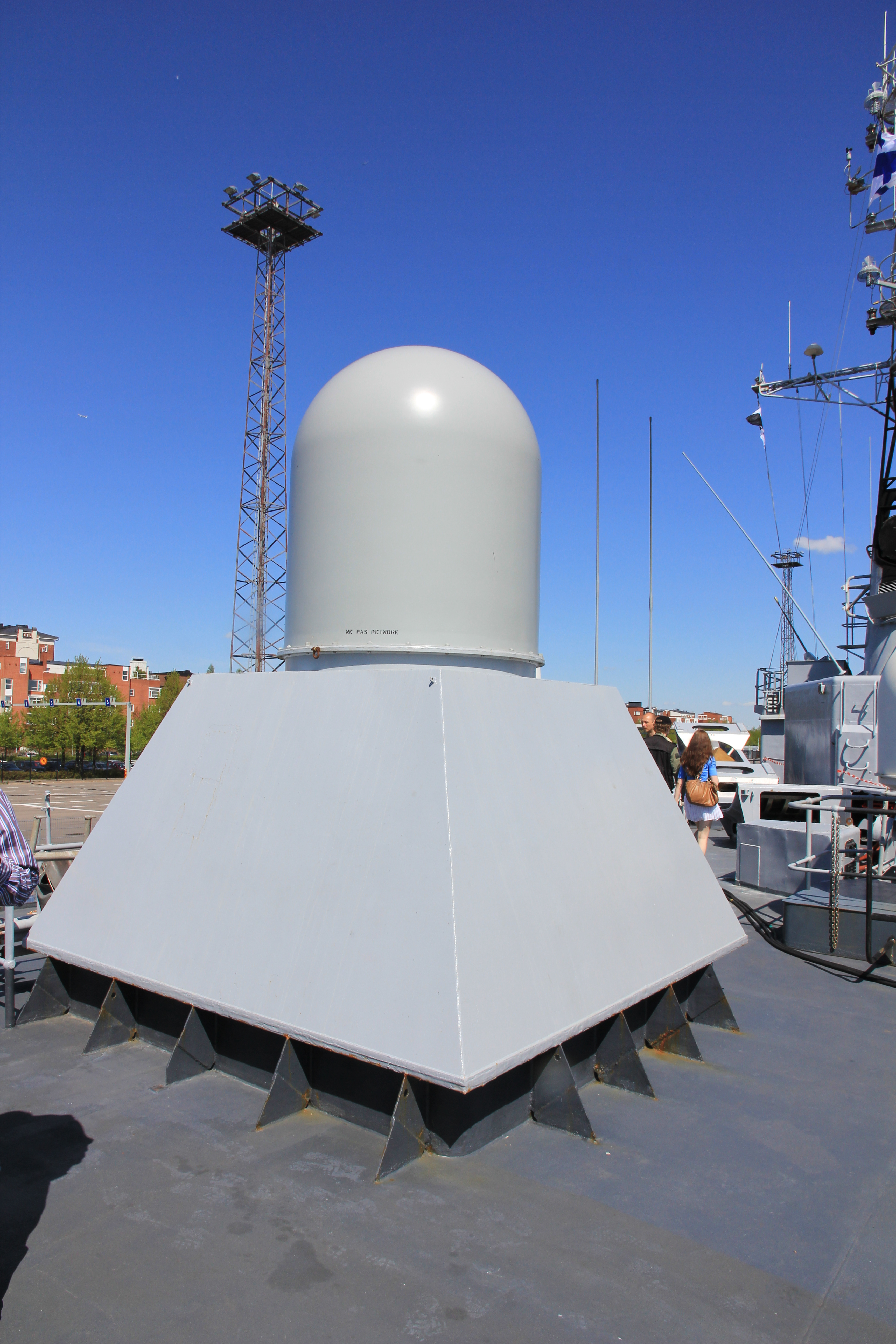
Antenne Syracuse sur l'aviso de la Marine française Commandant Blaison.

Syracuse (acronyme de Système de radiocommunication utilisant un satellite) est un programme français de communications militaires, utilisant des satellites et des segments, installations, au sol. Syracuse permet d'assurer l'ensemble des communications militaires entre la France et les unités déployées sur les théâtres d'opérations. La Belgique peut aussi utiliser le programme Syracuse. Il participe à la conduite des opérations pour le commandement, le renseignement, et la logistique. Trois générations de satellites Syracuse sont déployées entre 1984 et 2015. Une quatrième génération est en cours de déploiement.

## Syracuse I
Le programme Syracuse débute le 17 janvier 1980 et est constitué de trois satellites de la série Telecom 1 :
- Telecom 1A (lancé en 1984).
- Telecom 1B (lancé en 1985).
- Telecom 1C (lancé en 1987).

Les satellites sont la propriété de France Télécom, qui loue aux armées 2 répéteurs en bande X.

## Syracuse II
L'approbation de la seconde génération Syracuse par le ministre de la Défense a lieu le 20 janvier 1987. Cette fois-ci, quatre satellites sont mis en place, tous de la série Telecom 2 :
- Telecom 2A (lancé le 16 juin 1991).
- Telecom 2B (pt) (lancé le 15 avril 1992).
- Telecom 2C (lancé le 6 juin 1995).
- Telecom 2D (de) (lancé le 8 août 1996).

Les satellites de la constellation Telecom sont la propriété de France Télécom et de la direction générale de l'Armement (DGA). Ainsi, les armées ne sont plus tributaires de l'opérateur de télécommunications, ce dernier ne pouvant modifier la position orbitale sans l'accord de l'État-Major des armées (EMA).

## Syracuse III

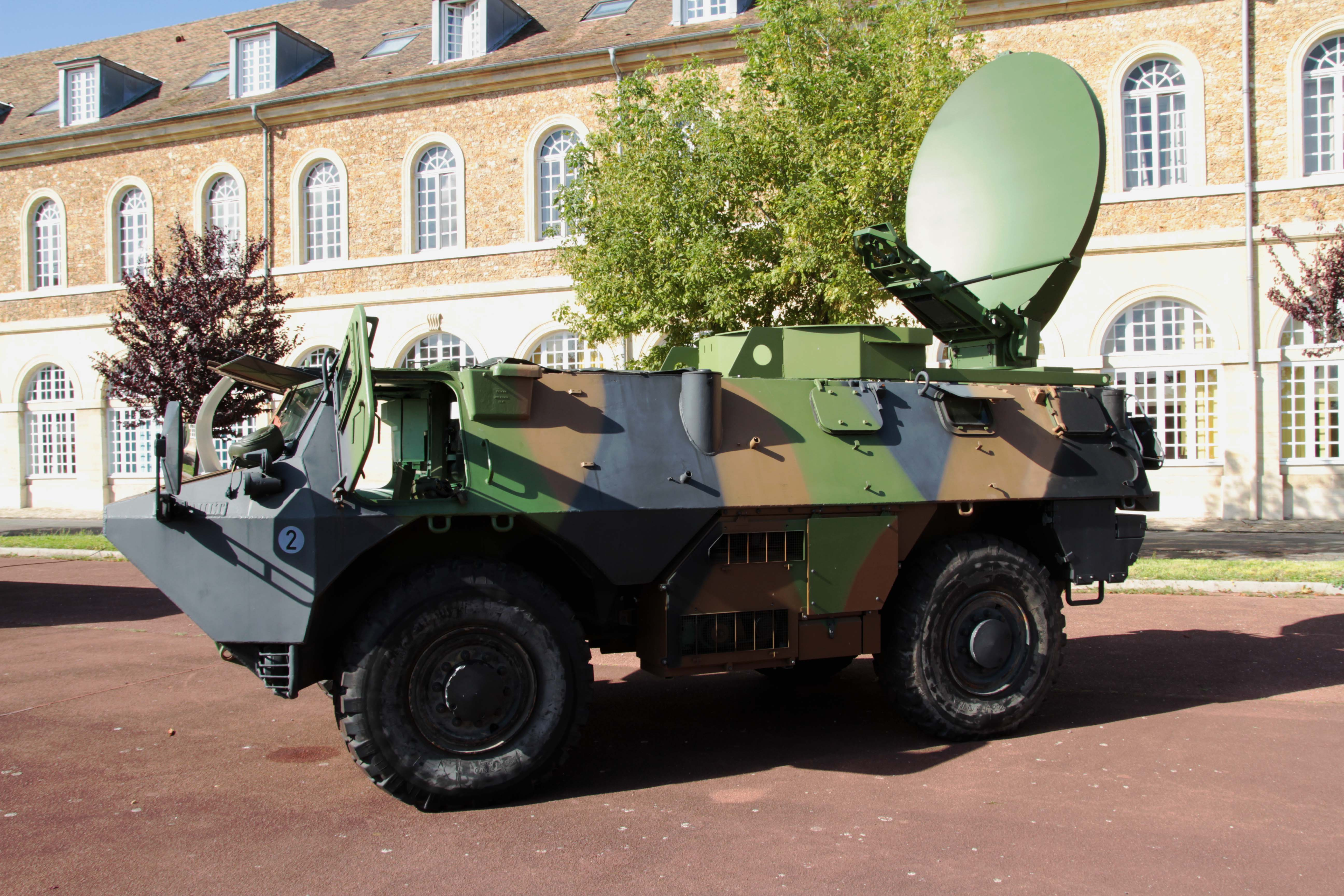
Véhicule de l'avant blindé ML avec une station de télécommunications par satellite issue du programme Syracuse III du 8e régiment de transmissions en septembre 2011.

Ce système, visant à satisfaire les besoins opérationnels des armées en matière de communications longues distances, sécurisées et résistantes à la menace de guerre électronique. Il est constitué de satellites, de stations au sol fixes, de terminaux déployables (terrestres et navals) et de modems assurant la protection des communications contre le brouillage.
La nouveauté de ce programme réside dans le fait que ces installations, autant spatiales qu'au sol, sont la propriété exclusive de l'EMA, assurant l'autonomie aux forces armées françaises en matière de communications par satellite.
Satellites de la constellation :
- Syracuse-3A (lancé le 13 octobre 2005).
- Syracuse-3B (lancé le 11 août 2006).
- Sicral 2 (satellite franco-italien lancé le 26 avril 2015).

Ce système est complété par Comcept (besoins complémentaires en communications d'élongation de projection et de théâtre) pour des communications « non durcies » qui comprend le satellite Athena-Fidus.
Syracuse III comprend 423 stations au sol. Il est complété sur les bâtiments de la Marine nationale par le système Telcomarsat par satellites commerciaux, qui équipe 54 bâtiments depuis 2009.

## Syracuse IV

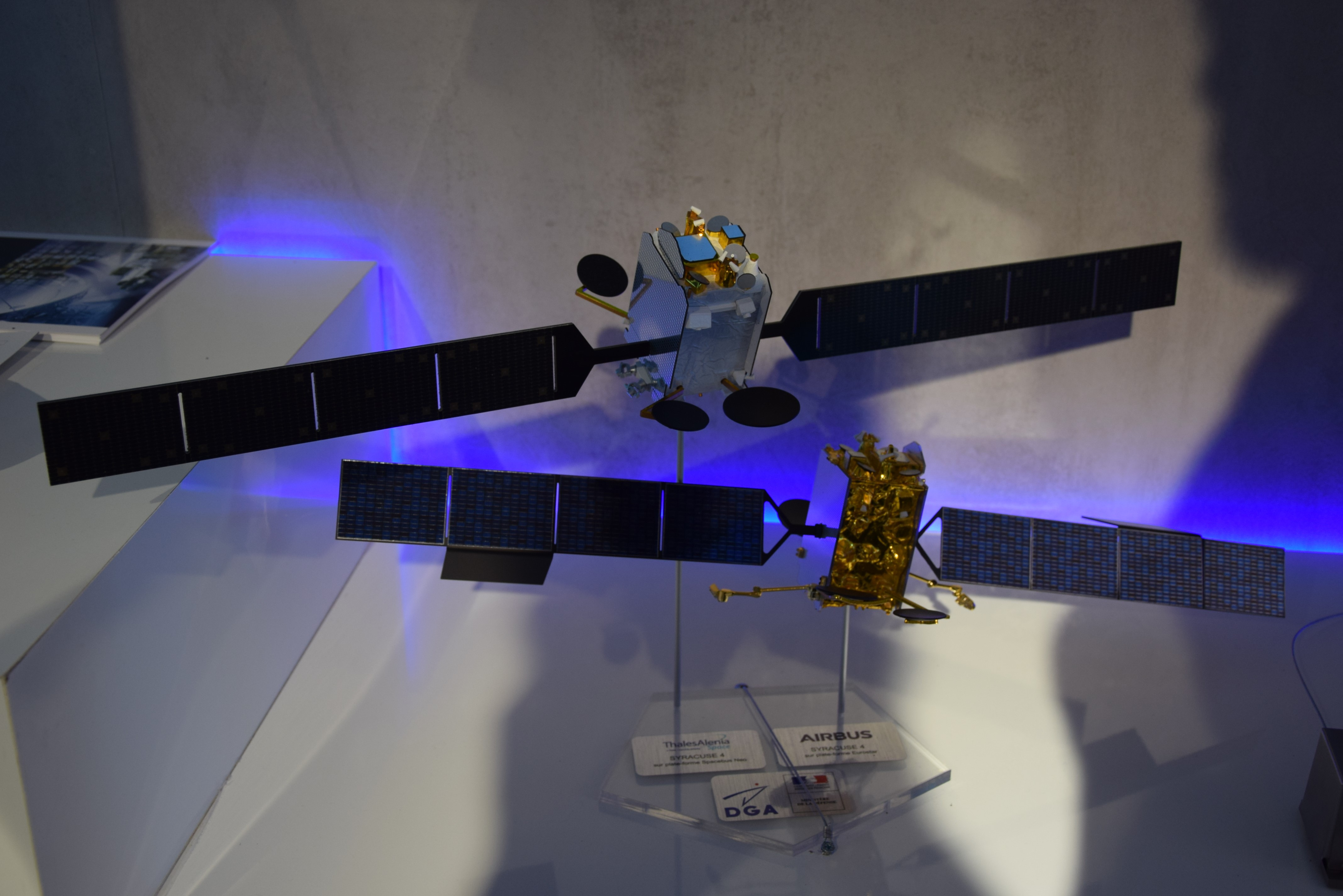
Les maquettes des deux satellites Syracuse 4.

En 2014, la Direction générale de l'Armement (DGA) réfléchit à la suite du programme avec une nouvelle génération de satellites, Syracuse IV (anciennement connue sous le nom de Comsat NG), pour renouveler la génération 3, qui fonctionneront en bandes X et Ka, offrent des performances accrues en termes de capacités de communication, de flexibilité et de résistance au brouillage afin de répondre aux futurs besoins des armées. En décembre 2015, la DGA commande à Thales Alenia Space et Airbus Space Systems deux satellites. Le montant contracté pour une période de 17 ans est de 3,8 milliards d'euros,. Le premier satellite est lancé le 14 octobre 2021, l'organisation du segment au sol n'est pas, en 2017, déterminée.

## Voir également
- Programme spatial français
- Centre national d'études spatiales
- Defense Satellite Communications System
- Skynet (satellite)